# クロキツネザル
クロキツネザル (黒狐猿、Eulemur macaco) は、哺乳綱霊長目キツネザル科キツネザル属に分類される霊長類。

## 分布
マダガスカル北西部（ノシコンバ島・ノシベ島を含む）

## 形態
体長38-45cm。尾長51-65cm。体重2-2.9kg。耳介内の体毛が房状に伸長する。
オスは全身が黒く、耳介内の房状の体毛も黒い。メスは全身が褐色で、房状の体毛は白い。

## 分類
以前は亜種としてEulemur macaco flavifronsが含まれていた。亜種E. m. flavifronsは、独立種アオメクロキツネザルEulemur flavifronsとして分割する説が有力とされる。

## 生態
熱帯雨林に生息する。樹上棲。複数の同性個体が含まれる7-10頭からなる群れを形成して生活する。昼夜を問わず活動するが、乾季には薄明薄暮性、乾季終期には夜行性傾向が強くなる。
食性は雑食で、植物の葉、花、果実、昆虫などを食べる。
繁殖形態は胎生。妊娠期間は約127日。9-11月に1回に1頭の幼獣を産む。

## 人間との関係
生息地では食用とされる事もある。
生息地の破壊、食用の乱獲やペット用の採集などにより生息数は減少している。1975年のワシントン条約発効時から、キツネザル科単位でワシントン条約附属書Iに掲載されている。